# Challenger Providencia 2006
Il Challenger Providencia 2006 è stato un torneo di tennis facente parte della categoria ATP Challenger Series nell'ambito dell'ATP Challenger Series 2006. È stata la 2ª edizione del torneo, si è giocato sui campi in terra rossa del Club Providencia di Providencia, nella Regione Metropolitana di Santiago, in Cile dal 23 al 29 gennaio 2006, e aveva un montepremi di 25.000 $.

## Vincitori

### Singolare
Boris Pašanski ha battuto in finale  Paul Capdeville con il punteggio di 6–2, 7–6(9)

### Doppio
Máximo González /  Sergio Roitman hanno battuto in finale  Jorge Aguilar /  Felipe Parada con il punteggio di 6–4, 6–3